# Kryddagölen
Kryddagölen är en sjö i Laxå kommun i Närke och ingår i Norrströms huvudavrinningsområde.